# Paral·lel 68° nord
El paral·lel 68° nord és una línia de latitud que es troba a 68 graus nord de la línia equatorial terrestre. Travessa Europa, Àsia, l'Oceà Pacífic, Amèrica del Nord l'oceà Atlàntic.

## Geografia
En el sistema geodèsic WGS84, al nivell de 68° de latitud nord, un grau de longitud equival a 41,882 km; la longitud total del paral·lel és de 15.056 km, que és aproximadament 37,6% de la de l'equador, del que es troba a 7.546 km i a 2.456 km del pol Nord
Com tots els altres paral·lels a part de l'equador, el paral·lel 68° nord no és un cercle màxim i no és la distància més curta entre dos punts, fins i tot si es troben al mateix latitud. Per exemple, seguint el paral·lel, la distància recorreguda entre dos punts de longitud oposada és 7.528 km; després d'un cercle màxim (que passa pel Pol Nord), només és 4.912 km.

## Durada del dia
En aquesta latitud, el sol és visible durant 24 hores i 0 minuts a l'estiu, i resta sota l'horitzó tot el dia en solstici d'hivern.

## Arreu del món
Començant al meridià de Greenwich i dirigint-se cap a l'est, el paral·lel 68º passa per:
| Coordenades                               | País, territori o mar | Notes |
| ----------------------------------------- | --------------------- | --- |
| 68° 0′ N, 0° 0′ E / 68.000°N,0.000°E      | Oceà Atlàntic         | Mar de Noruega |
| 68° 0′ N, 12° 57′ E / 68.000°N,12.950°E   | Noruega               | Illa de Moskenesøya |
| 68° 0′ N, 13° 14′ E / 68.000°N,13.233°E   | Vestfjorden           | |
| 68° 0′ N, 15° 6′ E / 68.000°N,15.100°E    | Noruega               | Illes d'Engeløya, Lundøya i Finnøya, i el continent (Nordland) |
| 68° 0′ N, 17° 1′ E / 68.000°N,17.017°E    | Suècia                | |
| 68° 0′ N, 17° 48′ E / 68.000°N,17.800°E   | Noruega               | Per uns 5 km |
| 68° 0′ N, 17° 56′ E / 68.000°N,17.933°E   | Suècia                | |
| 68° 0′ N, 23° 33′ E / 68.000°N,23.550°E   | Finlàndia             | |
| 68° 0′ N, 29° 25′ E / 68.000°N,29.417°E   | Rússia                | Península de Kola |
| 68° 0′ N, 39° 58′ E / 68.000°N,39.967°E   | Mar Blanc             | |
| 68° 0′ N, 44° 14′ E / 68.000°N,44.233°E   | Rússia                | Península de Kanin |
| 68° 0′ N, 46° 33′ E / 68.000°N,46.550°E   | Mar de Barents        | |
| 68° 0′ N, 49° 43′ E / 68.000°N,49.717°E   | Rússia                | |
| 68° 0′ N, 73° 7′ E / 68.000°N,73.117°E    | Golf de l'Obi         | |
| 68° 0′ N, 74° 48′ E / 68.000°N,74.800°E   | Rússia                | |
| 68° 0′ N, 176° 31′ O / 68.000°N,176.517°O | Mar dels Txuktxis     | |
| 68° 0′ N, 165° 15′ O / 68.000°N,165.250°O | Estats Units          | Alaska |
| 68° 0′ N, 141° 0′ O / 68.000°N,141.000°O  | Canadà                | Yukon Territoris del Nord-oest Nunavut |
| 68° 0′ N, 115° 7′ O / 68.000°N,115.117°O  | Golf de la Coronació  | Passa al nord de les illes Couper, Berens i illes Lawford, Nunavut, Canadà · Passa al nord de l'illa Hepburn, Nunavut, Canadà · Passa al sud de les illes Jameson, Nunavut, Canadà |
| 68° 0′ N, 110° 9′ O / 68.000°N,110.150°O  | Canadà                | Nunavut |
| 68° 0′ N, 110° 0′ O / 68.000°N,110.000°O  | Bathurst Inlet        | |
| 68° 0′ N, 109° 26′ O / 68.000°N,109.433°O | Canadà                | Nunavut – Illes Chapman |
| 68° 0′ N, 109° 0′ O / 68.000°N,109.000°O  | Bathurst Inlet        | Passa al nord de l'illa Lewes, Nunavut, Canadà · Illa Fishers, Nunavut, Canadà |
| 68° 0′ N, 107° 53′ O / 68.000°N,107.883°O | Canadà                | Nunavut |
| 68° 0′ N, 103° 17′ O / 68.000°N,103.283°O | Golf de la Reina Maud | |
| 68° 0′ N, 98° 59′ O / 68.000°N,98.983°O   | Canadà                | Nunavut – Illa O'Reilly, Península de Klutschak i Península Adelaide |
| 68° 0′ N, 96° 6′ O / 68.000°N,96.100°O    | Chantrey Inlet        | |
| 68° 0′ N, 95° 25′ O / 68.000°N,95.417°O   | Canadà                | Nunavut |
| 68° 0′ N, 88° 20′ O / 68.000°N,88.333°O   | Badia Committee       | |
| 68° 0′ N, 86° 48′ O / 68.000°N,86.800°O   | Canadà                | Nunavut – Illa Wales i península de Melville |
| 68° 0′ N, 82° 9′ O / 68.000°N,82.150°O    | Conca de Foxe         | |
| 68° 0′ N, 77° 2′ O / 68.000°N,77.033°O    | Canadà                | Nunavut – Illa del Príncep Carles, Illa Air Force i illa Baffin |
| 68° 0′ N, 64° 46′ O / 68.000°N,64.767°O   | Estret de Davis       | |
| 68° 0′ N, 50° 20′ O / 68.000°N,50.333°O   | Groenlàndia           | Knud Rasmussen Range |
| 68° 0′ N, 33° 39′ O / 68.000°N,33.650°O   | Groenlàndia           | Crown Prince Frederick Range |
| 68° 0′ N, 32° 7′ O / 68.000°N,32.117°O    | Oceà Atlàntic         | Mar de Groenlàndia Mar de Noruega |